# Portret van Daniël Niëllius
Portret van Daniël Niëllius is een schilderij van Adriaen Backer in het Rijksmuseum in Amsterdam.

## Voorstelling
Het stelt een man voor gekleed in een grote, zwarte toga zittend op een stoel met links in het verschiet een landschap met ondergaande zon. Met zijn rechterhand maakt hij een gebaar. Zijn linkerhand houdt hij op een brief. Volgens het opschrift op deze brief is het Daniël Niëllius (1610-1689) uit Alkmaar, die zijn fortuin maakte als lakenkoopman. Naast lakenkoopman was hij ook staalmeester (lakenkeurmeester), remonstrants ouderling, geldschieter en filantroop. Het schilderij bevat rechtsboven in het Latijn het opschrift ‘Ætatis Svæ 61’. Niëllius was dus 61 jaar oud toen Backer zijn portret schilderde.

## Toeschrijving en datering
Het werk is linksonder gesigneerd en gedateerd ‘ABacker fe 1671’.

## Herkomst
Het werd in 1874 gekocht door het Rijksmuseum van een zekere W.N. Hofman.